# Kostel svaté Voršily (Újezdec)
Římskokatolický kostel svaté Voršily v Újezdci je gotická stavba pravděpodobně z let 1240 až 1250 a je vzácnou ukázkou přechodného románsko-gotického slohu. Je chráněn jako kulturní památka České republiky.

## Historie kostela
Kostel byl postaven koncem 1. poloviny 13. století na svahu návrší v blízkosti bývalých rýžovišť zlata. V roce 1360 byla ves Újezdec zmíněna jako farní ves.  Kostel se považuje za jednu z nejlépe dochovaných románsko–gotických staveb v jižních Čechách.

## Stavební podoba kostela
Kostel je prostá venkovská jednolodní svatyně s lodí o půdoryse obdélníku a s téměř čtvercovým presbytářem. V severozápadním nároží má hranolovou věž. Slohovou čistotu poněkud narušuje pouze barokní předsíňka na severní straně kostelní lodi. Z předsíňky do lodi vede krásně zachovalý gotický hrotitý portál s bohatou profilací. Původní žebrová klenba v presbytáři se nedochovala a dnes je na jejím místě plochý strop, loď je rovněž plochostropá. V západní části lodi je kruchta upravená z původní tribuny. Ta stojí na dvou nestejně širokých obloucích s masivním pilířem podklenutá valeně.

## Zařízení kostela
Zařízení je jednotné, barokní. Hlavní oltář je z počátku 18. století, oltářní obraz sv. Voršily z roku 1898 je dílem Bedřicha Kamarýta, který je též autorem křížové cesty. 

### Zvony
Ve zvonici je zvon z roku 1690 ulitý pražským zvonařem Friedrichem Schönfeldtem. Další zvon (umíráček) je z roku 1511. Jeden starý zvon byl zrekvírován v roce 1916, druhý zvon, zasvěcený sv. Václavovi a přenesený se z Bělčic, byl zrekvírován v roce 1942.

### Varhany
Barokní varhany z roku 1736 jsou dílem Friedricha Ferdinanda Semráda ze Sedlce. Původně byly v kostele v Drahoňově Újezdě. V roce 1851 byly převezeny do Újezdce. V roce 2000 byly prohlášeny za samostatnou kulturní památku.